# ویک (روگن)
ویک (به آلمانی: Wiek) یک شهر در آلمان است که در فرپومرن-روگن واقع شده‌است. ویک ۱٬۲۳۱ نفر جمعیت دارد.

## خواهرخوانده
شهر لوبس خواهرخواندهٔ ویک (روگن) هست.